# Бобешти (Васлуј)
Бобешти (рум. Bobești) насеље је у Румунији у округу Васлуј у општини Дуда Епурени. Oпштина се налази на надморској висини од 218 m.

## Становништво
Према подацима из 2002. године у насељу је живело 160 становника, од којих су сви румунске националности.